# Barlow, Oregon
Barlow là một thành phố trong quận Clackamas, tiểu bang Oregon, Hoa Kỳ. Dân số theo điều tra dân số năm 2000 là 140 người.

## Địa lý
Barlow nằm ở vị trí 45°15′8″B 122°43′17″T / 45,25222°B 122,72139°TĐã đưa tham số không hợp lệ vào hàm {{#coordinates:}} (45.252242, -122.721314)1.
Theo Cục điều tra dân số Hoa Kỳ, thành phố có tổng diện tích là 0,1 dặm vuông Anh (0,2 km²), tất cả đều là đất.

## Lịch sử
Barlow được đặt tên của William Barlow, con trai của Samuel K. Barlow (người phát triển Đường Barlow). Samuel mua lại đất chức hữu mà trong đó gồm có Barlow từ tay của Thomas McKay vào ngày 17 tháng 9 năm 1850. Sau đó ông bán lại phần đất này cho William.
Năm 1870, đường sắt được xây dựng đi qua Barlow. Ban đầu trạm được đặt tên là Barlows (theo tên của William, không phải là tên của Samuel). Cho đến năm 2003, nhánh chính của Đường sắt Union Pacific vẫn còn chạy ngang qua Barlow.
Bưu điện tại Barlow mở cửa vào ngày 7 tháng 2 năm 1871. Nó ngưng hoạt động vào ngày 3 tháng 1 năm 1975.